# Haute-Avesnes
Pour les articles homonymes, voir Avesnes (homonymie).
Ne doit pas être confondu avec Hautevesnes.
Haute-Avesnes est une commune française située dans le département du Pas-de-Calais en région Hauts-de-France. Ses habitants sont appelés les Hautavesnois.
La commune fait partie de la communauté de communes des Campagnes de l'Artois qui regroupe 96 communes et compte 33 141 habitants en 2021.

## Géographie

### Localisation
Localisée dans le sud-est du département du Pas-de-Calais, Haute-Avesnes est une commune située, à vol d'oiseau, à 9 km au nord-est de la commune d'Avesnes-le-Comte et à 10 km au nord-ouest de la commune d’Arras (chef-lieu d'arrondissement et préfecture du Pas-de-Calais).
Le territoire de la commune est limitrophe de ceux de huit communes.
Les communes limitrophes sont  Acq, Agnez-lès-Duisans, Capelle-Fermont, Frévin-Capelle, Habarcq, Marœuil, Mont-Saint-Éloi et Étrun.

### Géologie et relief
La superficie de la commune est de 3,97 km2 ; son altitude varie de 89  à   131 m.

### Hydrographie
La commune est située dans le bassin Artois-Picardie. Elle n'est drainée par aucun cours d'eau,.

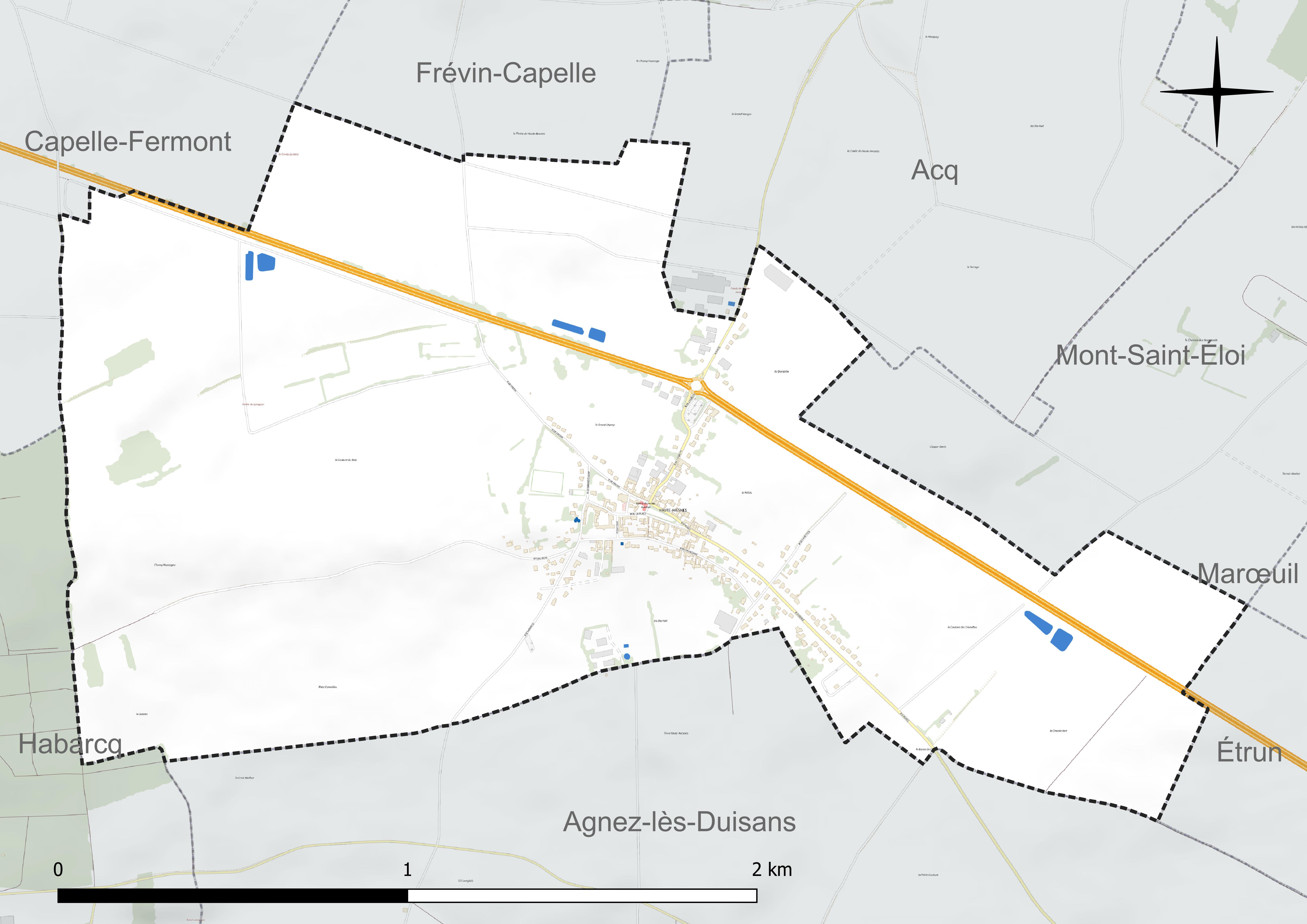
Réseau hydrographique de Haute-Avesnes.

### Climat
Pour des articles plus généraux, voir Climat des Hauts-de-France et Climat du Pas-de-Calais.
En 2010, le climat de la commune est de type climat océanique dégradé des plaines du Centre et du Nord, selon une étude du CNRS s'appuyant sur une série de données couvrant la période 1971-2000. En 2020, Météo-France publie une typologie des climats de la France métropolitaine dans laquelle la commune est exposée à un climat océanique et est dans la région climatique Nord-est du bassin Parisien, caractérisée par un ensoleillement médiocre, une pluviométrie moyenne régulièrement répartie au cours de l'année et un hiver froid (3 °C).
Pour la période 1971-2000, la température annuelle moyenne est de 10,1 °C, avec une amplitude thermique annuelle de 14,1 °C. Le cumul annuel moyen de précipitations est de 799 mm, avec 12,5 jours de précipitations en janvier et 9,3 jours en juillet. Pour la période 1991-2020, la température moyenne annuelle observée sur la station météorologique la plus proche, située sur la commune de Saulty à 15 km à vol d'oiseau, est de 10,4 °C et le cumul annuel moyen de précipitations est de 899,7 mm,. Pour l'avenir, les paramètres climatiques de la commune estimés pour 2050 selon différents scénarios d'émission de gaz à effet de serre sont consultables sur un site dédié publié par Météo-France en novembre 2022.

### Paysages
Pour un article plus général, voir Paysage en France.
La commune est située dans le paysage régional des grands plateaux artésiens et cambrésiens tel que défini dans l'atlas des paysages de la région Nord-Pas-de-Calais, conçu par la direction régionale de l'Environnement, de l'Aménagement et du Logement (DREAL),. Ce paysage régional, qui concerne 238 communes, est dominé par les « grandes cultures » de céréales et de betteraves industrielles qui représentent 70 % de la surface agricole utilisée (SAU).

### Milieux naturels et biodiversité

#### Zone naturelle d'intérêt écologique, faunistique et floristique
L'inventaire des zones naturelles d'intérêt écologique, faunistique et floristique (ZNIEFF) a pour objectif de réaliser une couverture des zones les plus intéressantes sur le plan écologique, essentiellement dans la perspective d'améliorer la connaissance du patrimoine naturel national et de fournir aux différents décideurs un outil d'aide à la prise en compte de l'environnement dans l'aménagement du territoire.
Le territoire communal comprend une ZNIEFF de type 1 : le bois d'Habarcq et ses lisières. Le bois d'Habarcq constitue l'un des rares boisements de ce territoire. Cette ZNIEFF présente un intérêt géologique par la succession de couches géologiques, passant par la craie du Sénonien, les sables Landéniens et les limons de plateau.

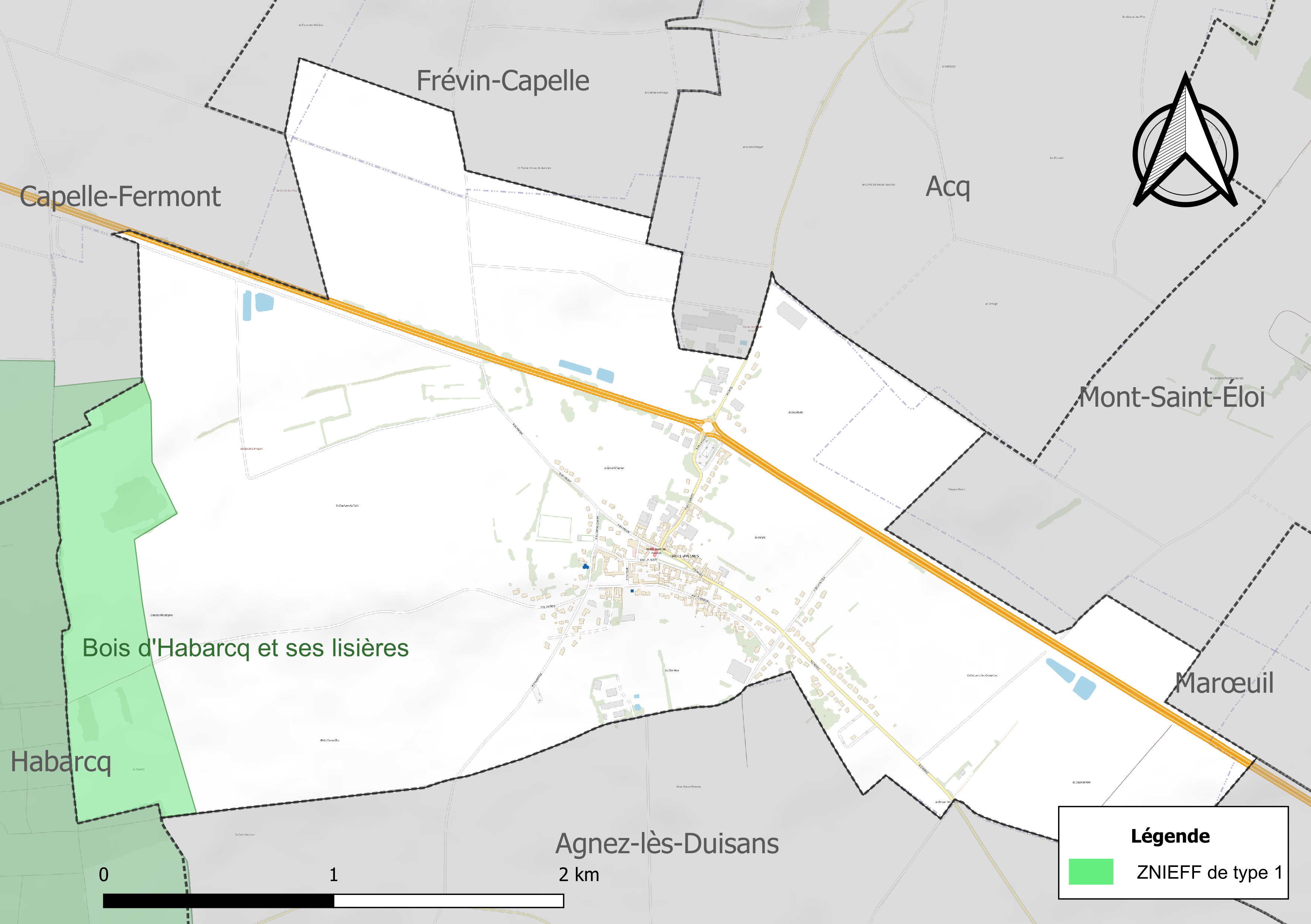
Carte de la ZNIEFF sur la commune.

#### Espèces faunistiques et floristiques
Le site de l'Inventaire national du patrimoine naturel (INPN) recense plusieurs espèces faunistiques et floristiques sur le territoire de la commune dont certaines sont protégées et d'autres menacées et quasi-menacées.

## Urbanisme

### Typologie
Au 1er janvier 2024, Haute-Avesnes est catégorisée commune rurale à habitat dispersé, selon la nouvelle grille communale de densité à sept niveaux définie par l'Insee en 2022.
Elle est située hors unité urbaine. Par ailleurs la commune fait partie de l'aire d'attraction d'Arras, dont elle est une commune de la couronne,. Cette aire, qui regroupe 163 communes, est catégorisée dans les aires de 50 000 à moins de 200 000 habitants,.

### Occupation des sols
L'occupation des sols de la commune, telle qu'elle ressort de la base de données européenne d'occupation biophysique des sols Corine Land Cover (CLC), est marquée par l'importance des territoires agricoles (91,7 % en 2018), une proportion sensiblement équivalente à celle de 1990 (91,9 %). La répartition détaillée en 2018 est la suivante : 
terres arables (83,1 %), prairies (8,6 %), zones urbanisées (8,2 %), forêts (0,1 %). L'évolution de l'occupation des sols de la commune et de ses infrastructures peut être observée sur les différentes représentations cartographiques du territoire : la carte de Cassini (XVIIIe siècle), la carte d'état-major (1820-1866) et les cartes ou photos aériennes de l'IGN pour la période actuelle (1950 à aujourd'hui).

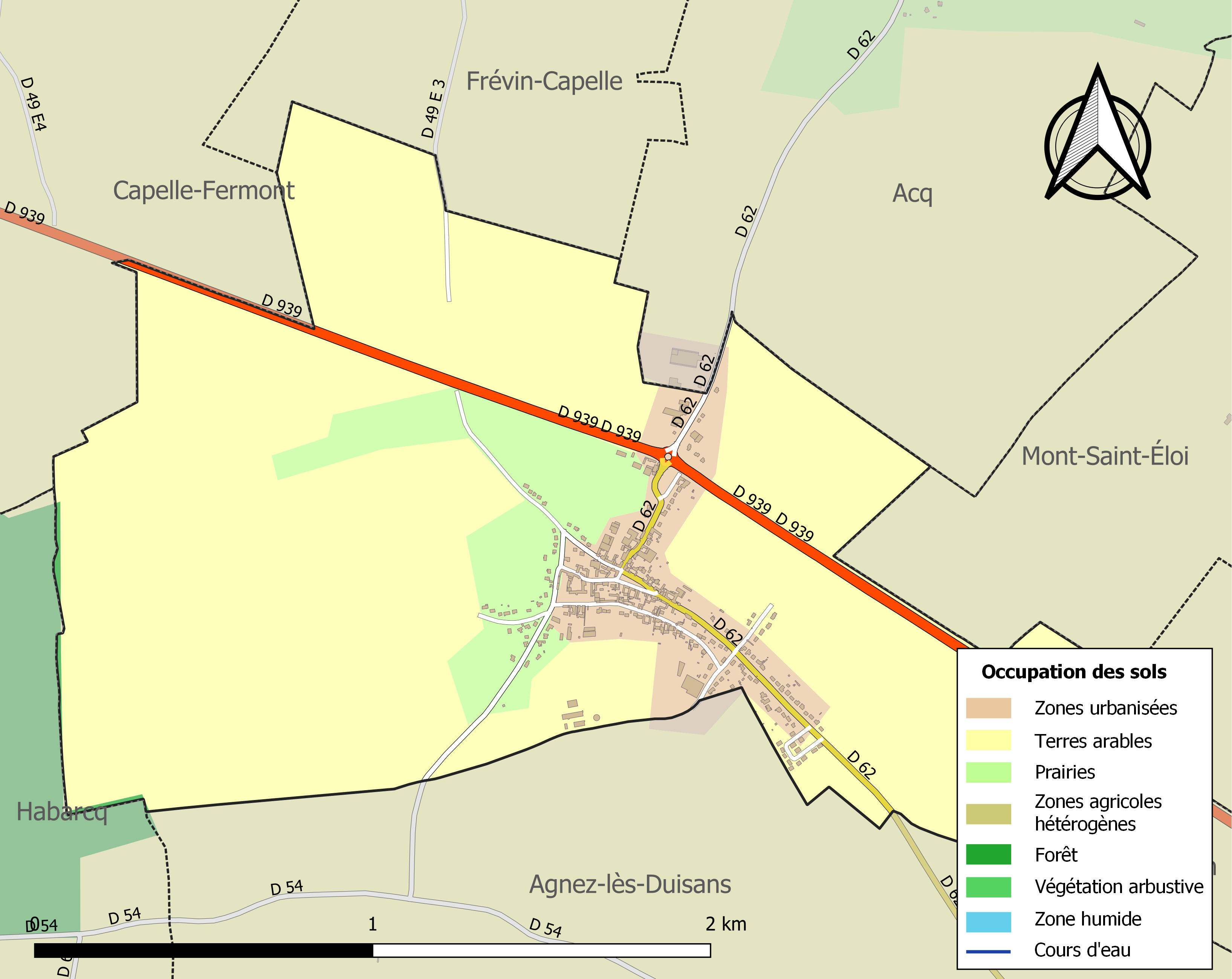
Carte des infrastructures et de l'occupation des sols de la commune en 2018 (CLC).

## Toponymie
Le nom de la localité est attesté sous les formes Alteavene (1120) ; Haute-Avenne (1170) ; Altavena (1178) ; Halte-Avesne (1180) ; Hautavenne (1187) ; Altavesnes (1188) ; Haltavene (1188) ; Aute-Avenne (1189) ; Haltavennes, Alte-Avene (1190) ; Aute-Avesne (1193) ; Haultavena (1195) ; Altavesna (1198) ; Halte-Avesne (1220) ; Halte-Avaisne (1220) ; Haut-Avenne (1225) ; Hautavesnes (1486) ; Aultavesnes (1565) ; Hautavesne (XVIIIe siècle).
Haute, féminin du latin altus avec un ajout de « h » initial aspiré sous l'influence du francique *hauh.
Avesnes, Maurits Gysseling considère qu'il s'agit du germanique afisna / avisna « pâturage »

## Histoire
Pendant la Première Guerre mondiale, à différents moments de 1915, des troupes ont établi leur cantonnement dans la commune située à l'arrière du front de l'Artois,.

## Politique et administration

### Découpage territorial
La commune se trouve dans l'arrondissement d'Arras du département du Pas-de-Calais.

#### Commune et intercommunalités
La commune avait adhéré le 1er janvier 1996 à la petite communauté de communes du val du Gy, créée fin 1993.
Celle-ci a fusionné avec la communauté de communes des vertes vallées  pour former, le  1er janvier 2013, la communauté de communes La Porte des Vallées.
Dans le cadre des dispositions de la loi portant nouvelle organisation territoriale de la République (Loi NOTRe), promulguée le 7 août 2015, qui prévoit que les établissements publics de coopération intercommunale (EPCI) à fiscalité propre doivent avoir un minimum de 15 000 habitants, la communauté de communes la porte des vallées fusionne avec ses voisines, la communauté de communes des Deux Sources et la communauté de communes de l'Atrébatie, pour constituer, le 1er janvier 2017, la communauté de communes des Campagnes de l'Artois dont est désormais membre la commune.

#### Circonscriptions administratives
La commune faisait partie depuis 1801 du canton de Beaumetz-lès-Loges. Dans le cadre du redécoupage cantonal de 2014 en France, la commune est désormais rattachée au canton d'Avesnes-le-Comte.

#### Circonscriptions électorales
Pour l'élection des députés, la commune fait partie depuis 1986 de la première circonscription du Pas-de-Calais.

### Élections municipales et communautaires

#### Liste des maires
| Période                                  | Période                    | Identité      | Étiquette | Qualité |
| ---------------------------------------- | -------------------------- | ------------- | --------- | --- |
| Les données manquantes sont à compléter. |                            |               |           | |
| 1995                                     | En cours (au 18 mars 2022) | Michel Seroux | UMP → LR  | Ancien cadre Président de la CC Val de Gy (2008 → 2012) Président de la CC Porte des Vallées (2013 → 2016) Président de la CC Campagnes de l'Artois (2017 → ) Réélu pour le mandat 2014-2020, Réélu pour le mandat 2020-2026, |

## Équipements et services publics

### Enseignement
La commune appartient au regroupement pédagogique (RPI) d'Agnières, Frévin-Capelle, Capelle-Fermont et Haute-Avesnes avec une classe sur son territoire.

## Population et société

### Démographie
Les habitants de la commune sont appelés les Hautavesnois.

#### Évolution démographique
L'évolution du nombre d'habitants est connue à travers les recensements de la population effectués dans la commune depuis 1793. Pour les communes de moins de 10 000 habitants, une enquête de recensement portant sur toute la population est réalisée tous les cinq ans, les populations de référence des années intermédiaires étant quant à elles estimées par interpolation ou extrapolation. Pour la commune, le premier recensement exhaustif entrant dans le cadre du nouveau dispositif a été réalisé en 2004.

En 2022, la commune comptait 462 habitants, en évolution de +2,67 % par rapport à 2016 (Pas-de-Calais : −0,72 %, France hors Mayotte : +2,11 %).
| 1793 | 1800 | 1806 | 1821 | 1831 | 1836 | 1841 | 1846 | 1851 |
| ---- | ---- | ---- | ---- | ---- | ---- | ---- | ---- | ---- |
| 196  | 201  | 216  | 222  | 248  | 254  | 259  | 248  | 273  |

| 1856 | 1861 | 1866 | 1872 | 1876 | 1881 | 1886 | 1891 | 1896 |
| ---- | ---- | ---- | ---- | ---- | ---- | ---- | ---- | ---- |
| 257  | 263  | 255  | 253  | 259  | 268  | 266  | 261  | 265  |

| 1901 | 1906 | 1911 | 1921 | 1926 | 1931 | 1936 | 1946 | 1954 |
| ---- | ---- | ---- | ---- | ---- | ---- | ---- | ---- | ---- |
| 252  | 251  | 255  | 255  | 234  | 255  | 245  | 233  | 220  |

| 1962 | 1968 | 1975 | 1982 | 1990 | 1999 | 2004 | 2006 | 2009 |
| ---- | ---- | ---- | ---- | ---- | ---- | ---- | ---- | ---- |
| 227  | 247  | 309  | 405  | 413  | 384  | 381  | 392  | 401  |

| 2014 | 2019 | 2022 | - | - | - | - | - | - |
| ---- | ---- | ---- | - | - | - | - | - | - |
| 435  | 435  | 462  | - | - | - | - | - | - |

#### Pyramide des âges
En 2018, le taux de personnes d'un âge inférieur à 30 ans s'élève à 33,6 %, soit en dessous de la moyenne départementale (36,7 %). À l'inverse, le taux de personnes d'âge supérieur à 60 ans est de 30,1 % la même année, alors qu'il est de 24,9 % au niveau départemental.
En 2018, la commune comptait 222 hommes pour 218 femmes, soit un taux de 50,45 % d'hommes, légèrement supérieur au taux départemental (48,50 %).
Les pyramides des âges de la commune et du département s'établissent comme suit.
| Hommes | Classe d’âge | Femmes |
| ------ | ------------ | ------ |
| 1,4    | 90 ou +      | 0,9    |
| 6,4    | 75-89 ans    | 7,9    |
| 21,9   | 60-74 ans    | 21,8   |
| 23,3   | 45-59 ans    | 23,6   |
| 12,3   | 30-44 ans    | 13,4   |
| 19,2   | 15-29 ans    | 17,6   |
| 15,5   | 0-14 ans     | 14,8   |

| Hommes | Classe d’âge | Femmes |
| ------ | ------------ | ------ |
| 0,5    | 90 ou +      | 1,6    |
| 5,6    | 75-89 ans    | 8,9    |
| 16,7   | 60-74 ans    | 18,1   |
| 20,2   | 45-59 ans    | 19,2   |
| 18,9   | 30-44 ans    | 18,1   |
| 18,2   | 15-29 ans    | 16,2   |
| 19,9   | 0-14 ans     | 17,9   |

## Culture locale et patrimoine

### Lieux et monuments

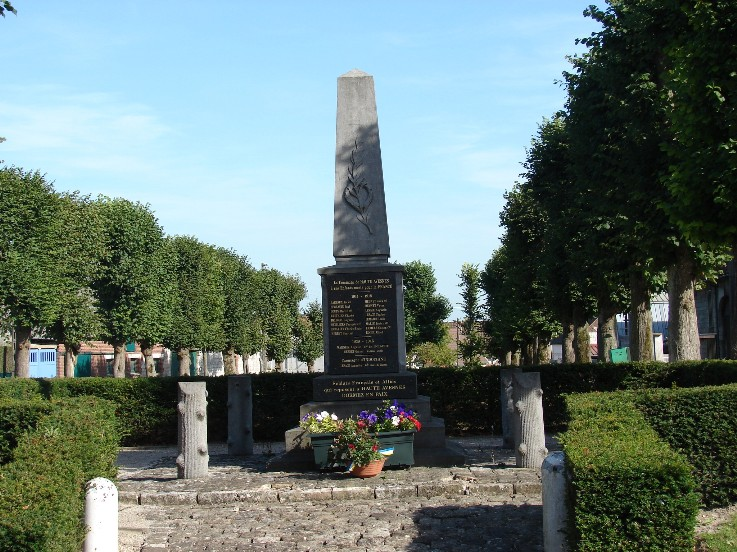
Le monument aux morts.

- L'église Saint-Jean-Baptiste.
- Le monument aux morts[37].

### Héraldique, logotype et devise
| Blason de Haute-Avesnes | Blason  | D'hermine à l'écusson de gueules chargé d'une tour de sable, ouverte et maçonnée de gueules.                                                                    |
| Blason de Haute-Avesnes | Détails | * Il y a là non-respect de la règle de contrariété des couleurs : ces armes sont fautives (sable sur gueules). Le statut officiel du blason reste à déterminer. |

## Pour approfondir